# Буланов, Сергей Андреевич
Сергей Андреевич Буланов ( 7 апреля  1964, Ростов-на-Дону, СССР) — советский и российский борец греко-римского стиля, призёр чемпионата Европы, обладатель Кубка мира. Заслуженный мастер спорта СССР. Заслуженный тренер России.

## Спортивная карьера
В апреле 1982 года в американском Колорадо-Спрингс стал победителем юниорского чемпионата мира. В июне 1984 года в датском Фредериксхавне завоевал бронзовую медаль чемпионата мира среди молодёжи. В январе 1986 года в финале чемпионата СССР проиграл Тимержану Калимулину, став серебряным призёром. В ноябре 1986 года в американском Оук-Лоне стал обладателем Кубка мира, как в личном, так и в командном зачёте. В мае 1987 года неудачно выступил на чемпионате Европы в Тампере. В январе 1988 года завоевал бронзовую медаль чемпионата СССР в Тбилиси. Через год в январе 1989 года в Минске повторил свой успех, во второй раз подряд став бронзовым призёром союзного чемпионата. В ноябре 1989 года в датском Фредрикстаде в индивидуальном зачёте Кубка мира стал вторым, а в команде одержал победу в турнире. В июле 1990 года в Кишинёве стал чемпионом СССР. В ноябре 1990 года в шведском Гётеборге стал серебряным на Кубке мира в личном зачёте, и победителем в командном. В январе 1992 года стал победителем единственного чемпионата СНГ. В том же году одолев в финале Даника Тагирова стал чемпионом России. В 2001 году получил звание заслуженный тренер России. Работает старшим тренером СКА по спортивным единоборствам (Ростов-на-Дону), является подполковником в отставке.

## Спортивные результаты
- Чемпионат мира по борьбе среди юниоров 1982 — ;
- Чемпионат Европы по борьбе среди молодёжи 1984 — ;
- Чемпионат СССР по классической борьбе 1986 — ;
- Кубок мира по борьбе 1986 — ;
- Кубок мира по борьбе 1986 (команда) — ;
- Чемпионат Европы по борьбе 1987 — 5;
- Чемпионат СССР по классической борьбе 1988 — ;
- Чемпионат СССР по классической борьбе 1989 — ;
- Чемпионат Европы по борьбе 1989 — ;
- Кубок мира по борьбе 1989 — ;
- Кубок мира по борьбе 1989 (команда) — ;
- Чемпионат СССР по классической борьбе 1990 — ;
- Кубок мира по борьбе 1990 — ;
- Кубок мира по борьбе 1990 (команда) — ;
- Чемпионат СНГ по греко-римской борьбе 1992 — ;
- Чемпионат России по греко-римской борьбе 1992 — ;